# Milverton (Warwickshire)
Milverton – osada w Anglii, w Warwickshire, w dystrykcie Warwick. Leży 2,2 km od centrum miasta Royal Leamington Spa, 2,2 km od centrum miasta Warwick i 133,2 km od Londynu. W 2011 miejscowość liczyła 9166 mieszkańców.